# 1952 في الأرجنتين
فيما يلي قوائم الأحداث التي وقعت خلال عام 1952 في الأرجنتين.

## سياسة

### تعيين في المنصب
- 11 يونيو – كارلوس خواريز عضو مجلس الشيوخ الأرجنتيني.

### انتهاء فترة المنصب
- 30 أبريل – ارتورو أمبرتو إيليا عضو مجلس النواب في الأرجنتين.
- 30 أبريل – لويس كروز عضو مجلس الشيوخ الأرجنتيني.

## مواليد

### يناير
- 7 يناير – فاليريا لينش مغنية أرجنتينية.

### فبراير
- 6 فبراير – ريكاردو لافولبي لاعب كرة قدم أرجنتيني.

### أبريل
- 7 أبريل – روبن غالفان لاعب كرة قدم أرجنتيني.

### مايو
- 17 مايو – خورخي أولغين لاعب كرة قدم أرجنتيني.

### يونيو
- 4 يونيو – لويس مورينو أوكامبو حقوقي أرجنتيني.

### أغسطس
- 3 أغسطس – أوزفالدو أرديليس لاعب كرة قدم أرجنتيني.
- 17 أغسطس – جييرمو فيلاس لاعب كرة مضرب أرجنتيني.
- 18 أغسطس – ريكاردو فيا لاعب كرة قدم أرجنتيني.
- 19 أغسطس – غوستافو سانتوللا
- 22 أغسطس – سانتياغو سانتاماريا لاعب كرة قدم أرجنتيني.

### ديسمبر
- 4 ديسمبر – سوسو بيكورارو ممثلة أرجنتينية.

## وفيات

### يوليو
- 26 يوليو – إيفا بيرون (مواليد 1919)

### سبتمبر
- 19 سبتمبر – كارلوس ويلسون (مواليد 1889) لاعب كرة قدم أرجنتيني.